# مارغريت براين
كانت مارغريت براين (1759- 1839) فيلسوفة طبيعية ومربية إنجليزية ومؤلفة لكتب مدرسية علمية قياسية. كانت مديرة مدرسة وقعت في أوقات مختلفة في بلاكهيث وكادوغان بليس وفي مارغيت بمنزل براين فوق كهوف مارغيت التي لم تكُن قد اكتُشفت بعد. كان أول عمل معروف لها النظام الوجيز في علم الفلك (1797)، والذي جمع محاضراتها في علم الفلك. نشرت لاحقًا محاضرات في الفلسفة الطبيعية (1806)، وهو كتاب مدرسي عن أساسيات الفيزياء وعلم الفلك، وكتابًا عن الفلك والجغرافيا للمدارس، وهو كتاب ثُمني القطع، في 1815.

## حياتها
لم تُعرف المعلومات الشخصية عن مارغريت براين حتى كشفت أبحاث الأنساب المنشورة في 2023 عن تفاصيل كثيرة عن حياتها وعائلتها. عُمدت مارغريت في 12 أكتوبر 1759 في ويست هام بإسيكس، وكانت ابنة تاجر المنسوجات أوزوالد هافركام وسارة (واسم عائلتها قبل الزواج وول)، التي كان والدها عطارًا. توفيت سارة، والده مارغريت، في 1767، وصارت مارغريت وأخوتها تحت رعاية خالها توماس نوتيدج ووصي آخر، بينما تزوج والدها أوزوالد مرة ثانية في 1769 وتوفي في 1781. تزوجت مارغريت، وكانت تعيش آنذاك في تشيغويل، من ويليام براين في لندن يوم 12 يوليو 1783، وأنجبت طفلتين هما آن ماريان وماريا، في نحو 1784 و1786 على التوالي، وبحلول عام 1794، كانت أرملة تعيش في مارغيت. منذ نحو عام 1791 حتى 1816 تقريبًا، أدارت مدرسة داخلية للشابات، في البداية في مارغيت ولاحقًا في عدة أماكن في لندن، وفي خلال هذا الوقت كتبت أيضًا الكتب التي اشتهرت بها. في وقت ما خلال عام 1837 أو قبله، توفيت مارغريت وابنتها الكبيرة آن ماريان، بينما عاشت ابنتها الصغيرة ماريا حتى عام 1847 على الأقل، وكانت ما تزال عازبة في ذلك الوقت. من الممكن، وإن لم يكن مؤكدًا، أن مارغريت براين توفيت في 30 مارس 1836 في بلدة كينتيش بلندن.

### في التعليم
كانت براين مديرة مدرسة. درست الشابات من عام 1791 حتى 1797 على الأقل خارج لندن، وفي أغلب الأحيان في منزل براين على تلة هوبر في مارغيت. ثمة أدلة تشير إلى أن مدرسة براين النهارية والمدرسة الداخلية كانت تقع في 1794 في تونبريدج وهادلو في كينت (قُرى تبعد أكثر من 60 كم عن كل من مارغيت ولندن)، وشملت المواضيع التي درسّتها «اللغة الإنجليزية والفرنسية والموسيقى والكتابة والرقص والرسم، مع جميع أنواع الخياطة والأعمال الفاخرة». عادت مدرسة براين إلى مارغيت بحلول 1795. منذ 1798 حتى 1807 على الأقل، كانت المدرسة في منزل آخر لبراين، وكان هذا المنزل في بلاكهيث بالقرب من حديقة غرينتش بلندن (في موقع قريب جدًا من المرصد الملكي). من عام 1808 حتى 1809، كانت المدرسة تقع في 1 غلوسستر بليس بميدان سكوير، وفي النهاية في 27 لور كادوغان بليس في منطقة تشيلسي بجنوب غرب لندن.